# Ferran Gallego
Fernando José Gallego Margalef (o Margaleff) (Barcelona, 1953), también conocido como Ferran Gallego, es un escritor e historiador español, doctor en Historia Contemporánea y profesor de la Universidad Autónoma de Barcelona (UAB). Es colaborador de la edición catalana del periódico El Mundo. Fue secretario general del Partido Socialista Unificado de Cataluña-Viu (PSUC-Viu) desde el 2001 hasta el 2003.
Licenciado en filosofía y letras por la UAB, su especialidad es la temática sobre la extrema derecha europea y americana, el fascismo y el nazismo.

## Obra
Ensayo
- Los orígenes del reformismo militar en América Latina. La gestión de David Toro en Bolivia (1991)[5]
- Ejército, nacionalismo y reformismo en América Latina (1992)
- L'extrema dreta. Detectar i debatre els trets bàsics del feixisme (1999)
- El beneficio de la duda (2000)
- Por qué Le Pen (2002)
- De Múnich a Auschwitz (2002)
- Neofascistas. Democracia y extrema derecha en Francia e Italia (2004)
- De Auschwitz a Berlín. Alemania y la extrema derecha. 1945-2004 (2005)
- Ramiro Ledesma Ramos y el fascismo español (2005)[6]
- Una patria imaginaria (2006)[7]
- Todos los hombres del Führer (2006)[8][n. 1]
- Barcelona, mayo 1937 (2007)[7]
- El mito de la Transición. La crisis del franquismo y los orígenes de la democracia (1973-1977) (2008)[10]
- El evangelio fascista. La formación de la cultura política del franquismo (1930-1950) (2014)[11]

Otros
- Cuerpo en falso (poesía, 1984)